# Zeutschach
Zeutschach è una frazione di 211 abitanti del comune austriaco di Neumarkt in der Steiermark, nel distretto di Murau (Stiria). Già comune autonomo, il 1º gennaio 2015 è stato fuso con i comuni di Dürnstein in der Steiermark, Neumarkt in Steiermark, Mariahof, Kulm am Zirbitz, Perchau am Sattel e Sankt Marein bei Neumarkt per costituire il nuovo comune mercato (Marktgemeinde).